# Ol-Larsatjärnen
Ol-Larsatjärnen är en sjö i Skellefteå kommun i Västerbotten och ingår i Rickleåns huvudavrinningsområde.